# Stern-Gerlach-Medaille
Die Stern-Gerlach-Medaille ist eine Auszeichnung, die seit 1993 jährlich von der Deutschen Physikalischen Gesellschaft (DPG) für besondere Leistungen auf dem Gebiet der experimentellen Physik verliehen wird.
Diese Auszeichnung gilt als die bedeutendste in diesem Fach in Deutschland. Sie besteht aus einer handgeschriebenen Urkunde aus Pergament und einer goldenen Medaille mit den Porträts von Otto Stern und Walther Gerlach, nach denen auch der Stern-Gerlach-Versuch benannt ist. Die Stern-Gerlach-Medaille ging 1993 aus dem Stern-Gerlach-Preis hervor, dessen Aufwertung durch eine Medaille 1992 beschlossen wurde.
Die entsprechende höchste Auszeichnung der DPG für Leistungen auf dem Gebiet der theoretischen Physik ist die Max-Planck-Medaille.

## Preisträger des Stern-Gerlach-Preises (1988–1992)
- 1988 Erich Gerdau
- 1989 Manfred Faubel
- 1990 Horst Uwe Keller
- 1991 Dirk Dubbers und Walter Mampe
- 1992 Wolfgang Krätschmer

## Preisträger der Stern-Gerlach-Medaille (seit 1993)
- 1993 Klaus Winter
- 1994 Wolfgang Kaiser
- 1995 Joachim Trümper
- 1996 Heinz Maier-Leibnitz
- 1997 Peter Armbruster
- 1998 Herbert Walther
- 1999 Siegfried Hunklinger
- 2000 Theodor Hänsch
- 2001 Achim Richter
- 2002 Jan Peter Toennies
- 2003 Reinhard Genzel
- 2004 Frank Steglich
- 2005 Bogdan Povh
- 2006 Erich Sackmann
- 2007 Peter Grünberg
- 2008 Konrad Kleinknecht
- 2009 Friedrich Wagner
- 2010 Horst Schmidt-Böcking
- 2011 Günter Wolf
- 2012 Rainer Blatt
- 2013 Dieter W. Pohl
- 2014 Gerhard Abstreiter
- 2015 Karl Jakobs
- 2016 Werner Hofmann
- 2017 Laurens W. Molenkamp
- 2018 Karsten Danzmann
- 2019 Johanna Stachel und Peter Braun-Munzinger
- 2020 Dieter Bimberg
- 2021 Joachim Ullrich
- 2022 Frank Eisenhauer
- 2023 Manfred Fiebig
- 2024 Immanuel Bloch
- 2025 Klaus Blaum